# Hydrodendron pacificum
Hydrodendron pacificum är en nässeldjursart som först beskrevs av Eberhard Stechow 1913.  Hydrodendron pacificum ingår i släktet Hydrodendron och familjen Haleciidae. Inga underarter finns listade i Catalogue of Life.